# Mortonia utahensis
Mortonia utahensis là một loài thực vật có hoa trong họ Dây gối. Loài này được (Coville ex Trel.) A. Nelson mô tả khoa học đầu tiên năm 1909.

## Hình ảnh

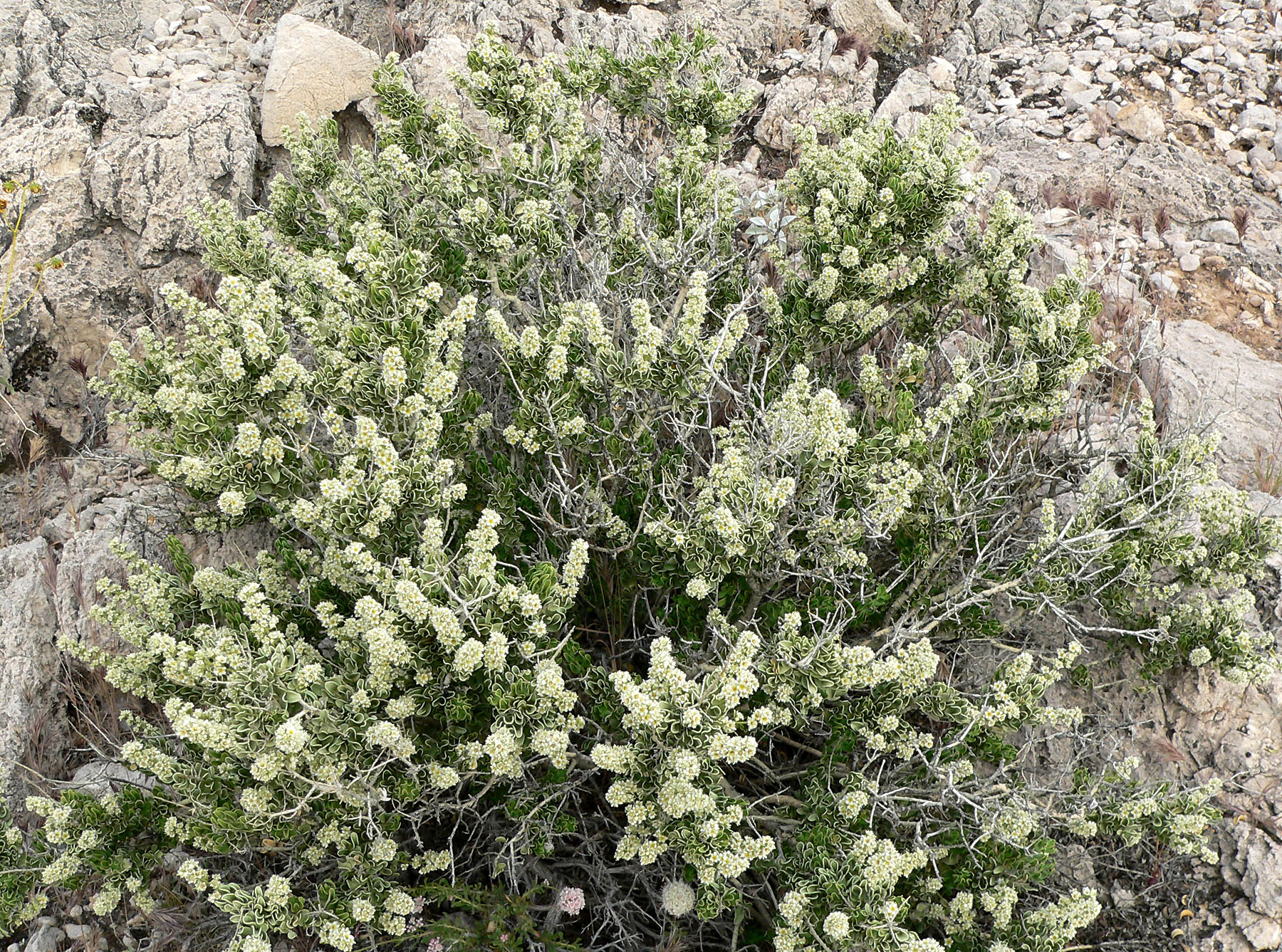
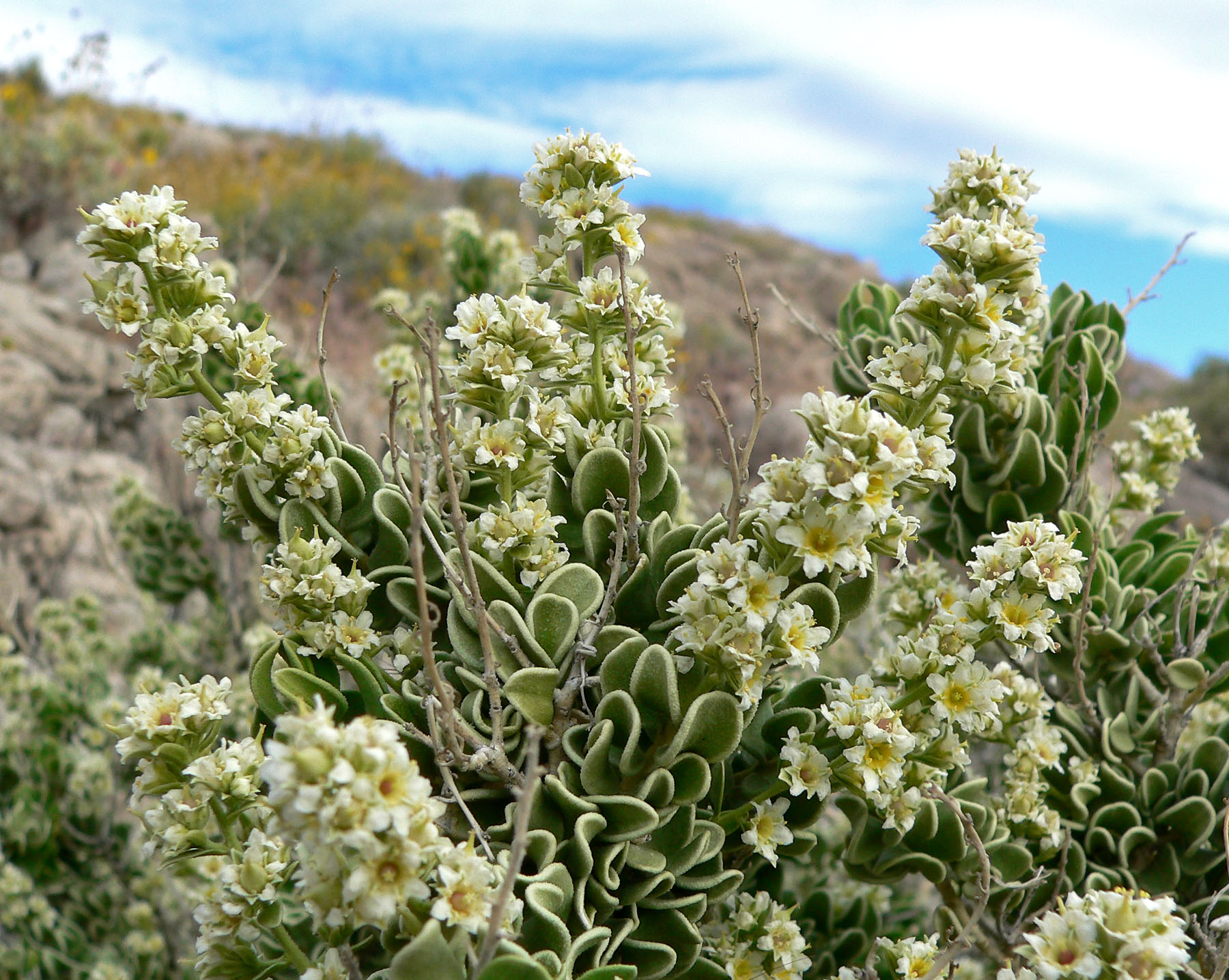
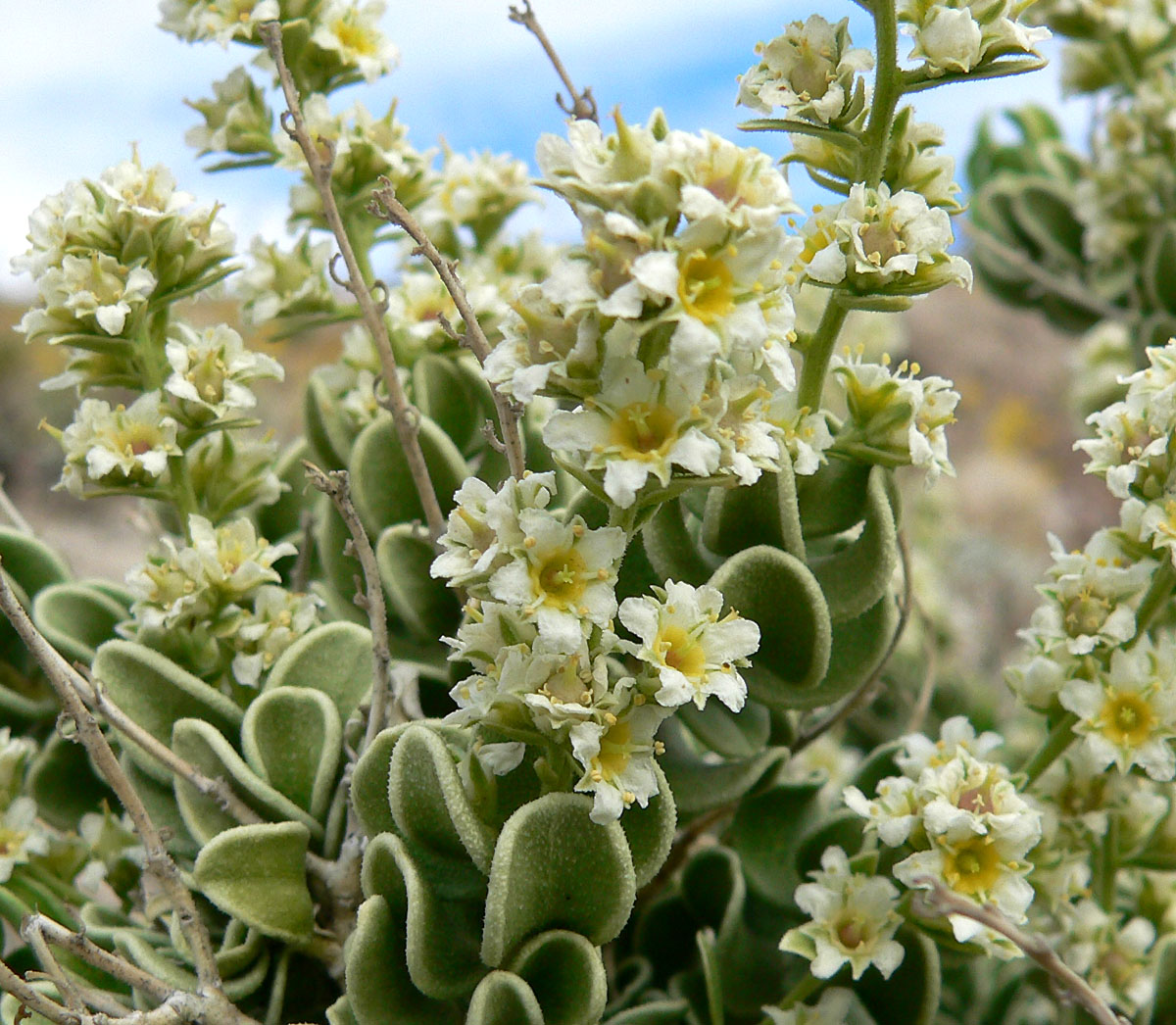
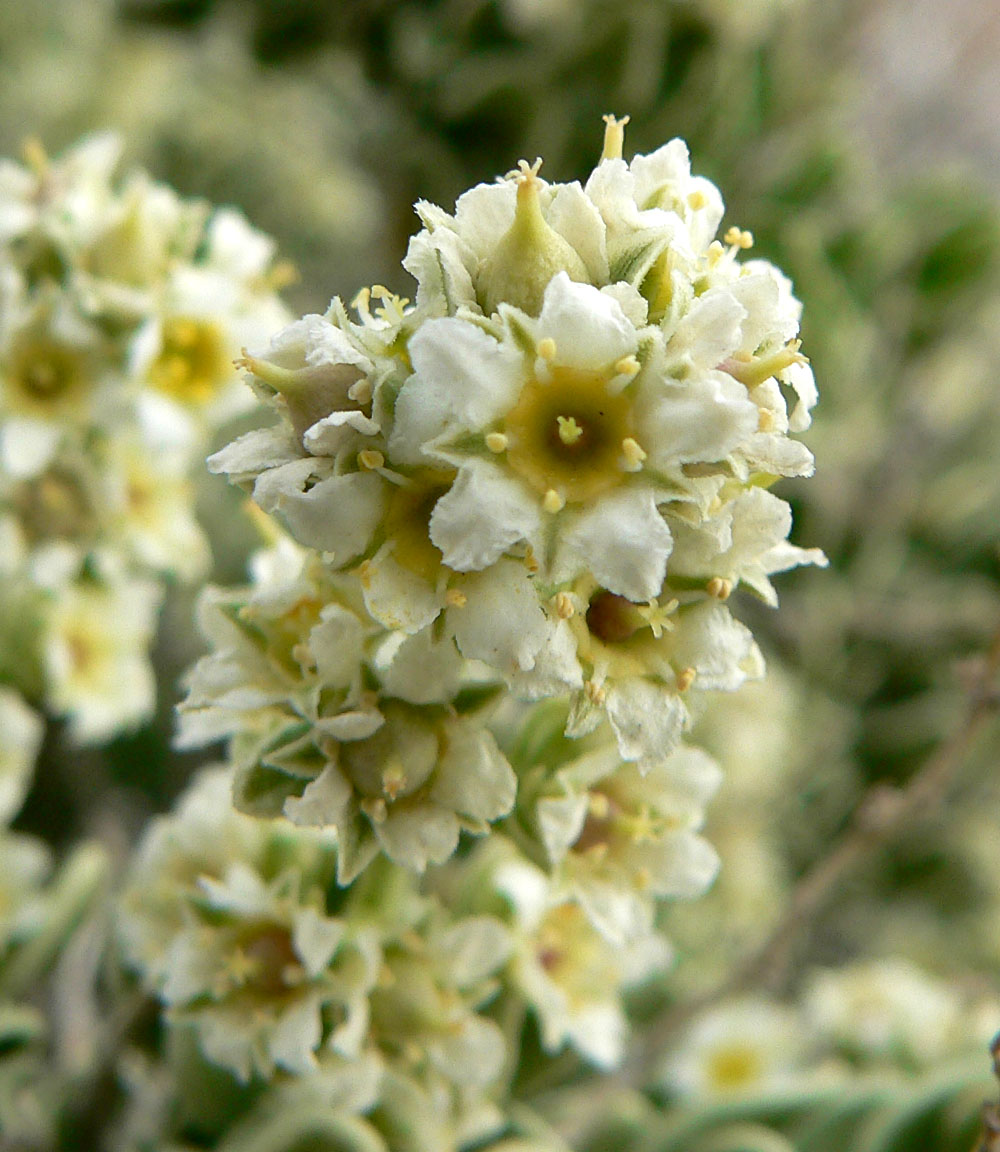